# Греков, Эдуард Николаевич
Эдуард Николаевич Греков (5 июня 1935, Орджоникидзе — 21 мая 1998) — советский и российский альпинист, спасатель, мастер спорта СССР, заслуженный тренер РСФСР.

## Биография
В юности — чемпион Осетии по боксу, имел разряды по лёгкой атлетике.
Закончив педагогический институт им. К. Хетагурова в 1958 году и отслужив в армии в спортивном батальоне, Эдуард Николаевич активно занялся альпинизмом и скалолазанием.
Являясь инструктором по альпинизму и имея уже к этому моменту восьмилетний педагогический стаж, в 1962 году возглавлял спасательную службу Цейского района Северо-Осетинской АССР.
Был награждён жетоном горного спасателя № 5, стал в ряду основателей КСС (Контрольно — спасательной службы) как на Кавказе, так и в СССР.
Длительное время Эдуард Николаевич занимался обучением и спасением туристов и альпинистов.
Организовывал восстановление альплагерей, канатных дорог и других объектов горной инфраструктуры.

## Спортивно-административный стаж на Кавказе
1962 год — начальник спасслужбы Цейского р-на Осетия, Цей.
1969 год — начальник альплагеря «Цей» Осетия, Цей.
1971 год — начальник альплагеря «Алибек», Домбай.
1983 год — и. о. главного инженера туркомплекса «Домбай».
1984 год — зам. директора Комплекса канатных дорог пос. Домбай.

Памятная открытка от советских первовосходителей на Эверест.

## Награды и звания
- мастер спорта СССР
- награждён жетоном № 5 «спасательный отряд» (1964) Удостоверение (недоступная ссылка)
- присвоено звание «Судья республиканской категории по скалолазанию» (1967) Удостоверение (недоступная ссылка)
- награждён медалью Тренер чемпиона СССР (1972) Медаль Медаль тренера чемпиона СССР

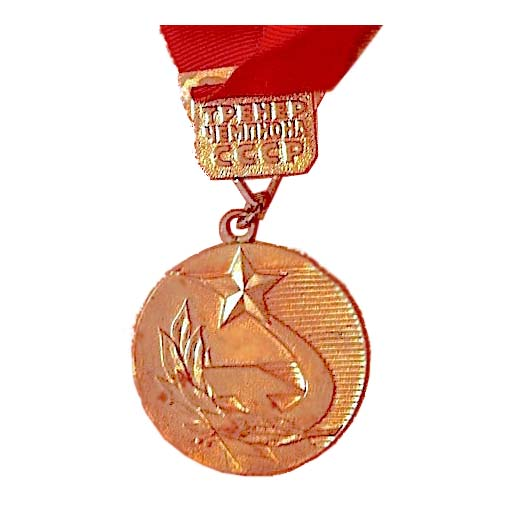
Медаль тренера чемпиона СССР

- присвоено звание Заслуженный тренер РСФСР (1973) Удостоверение Греков Эдуард Николаевич награда «Заслуженный тренер РСФСР»

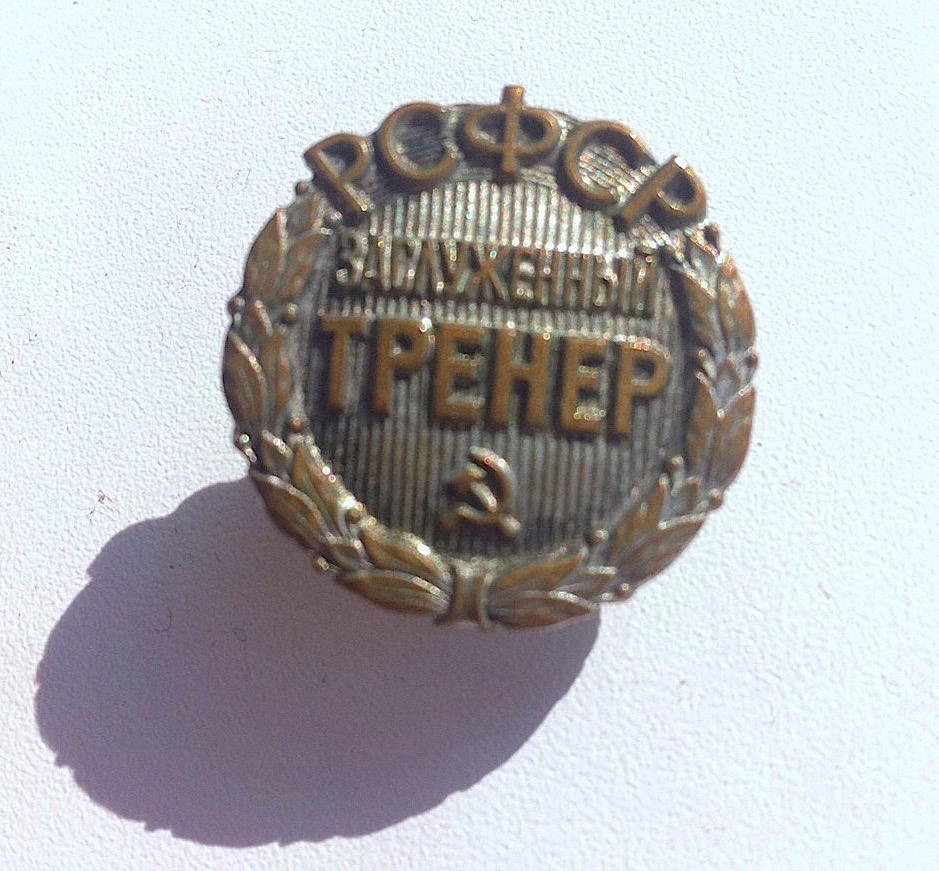
Греков Эдуард Николаевич награда «Заслуженный тренер РСФСР»

- присвоено звание Ветеран альпинизма СССР (1992) Удостоверение (недоступная ссылка)

## О некоторых восхождениях и тренерской работе
Эдуард Николаевич, находясь длительное время в Осетии, успел покорить все значимые вершины Северо-Осетинского региона (многие не один раз). Например: март 1958 г. первовосхождение Орцвери.
Были сложные восхождения на «Сонгутихох», маршрут проходил по юго-восточной отвесной стене 5А к.сл. по правому контрфорсу Восточной стены.
Немалая часть его восхождений пришлась на близлежащую Грузию и другие регионы. Например, «пик Коммунизма» , Ушбу, Казбек, горы Кабардино-Балкарии и Карачаево-Черкесии.
В период своей тренерской деятельности он добился серьёзных результатов в подготовке своих команд.
Например:
- 1970 год — 2-е место в классе технических восхождений — восхождение на вершину «Чанчахи» (Чанчахихох) 6А к. сл., по центр. Бастиону Сев. Стены, совершенное командой альплагеря «Цей» под руководством Ю. Григоренко-Пригоды в составе В. Бахтигозина, Ю. Болижевского, В. Шумихина. Тренер команды Э. Н. Греков.[3]
- 1972 год — 1-е место в классе технических восхождений — восхождение на вершину «Ушба», южная, по северо-западной стене (5Б, первопрохождение), совершенное командой альплагеря «Алибек» ЦС ДСО «Буревестник» под руководством Ю. Григоренко-Пригоды в составе В. Бахтигозина, А. Вселюбского, Ю. Грушко, В. Ткаченко и В. Шумихина. Дата восхождения 13—26 июля 1972 г. Тренер команды — Греков Эдуард Николаевич.
- Ученики Эдуарда Николаевича участвовали в легендарном первом восхождении советской команды на Эверест (1982 год) по новому маршруту: первой советской гималайской экспедиции. Среди них были: Мысловский Эдуард Викентьевич, Михаил Михайлович Туркевич, Бершов Сергей Игоревич и др.

Из воспоминаний Сергея Игоревича Бершова:

В шестьдесят девятом, после окончания школы инструкторов, прошел обязательную стажировку в альплагере «Баксан» на Кавказе, успел поработать и инструктором. Семидесятый стал годом альпинистского становления, серьёзных восхождений. В альплагере «Цей», где провел сезон, работали инструкторами многие харьковские альпинисты: Юрий Григоренко-Пригода, Александр Мелещенко, Борис Моргулис, Юрий Чернышев. В этот и следующий сезоны удалось сделать с ними много восхождений пятой-А и пятой-Б категорий трудности. За два года шагнул со второго разряда в кандидаты в мастера спорта по альпинизму. Всегда буду помнить помощь и участие тогдашнего начальника учебной части «Цея», заслуженного тренера республики Эдуарда Николаевича Грекова.
— 

## Некоторые факты
- Находясь почти всю свою жизнь на руководящих должностях, он сознательно отказывался от вступления в КПСС.
- В молодости, среди альпинистов Эдуарда Николаевича называли «Эдо», позже все друзья обращались к нему, вне зависимости от своего возраста, как «Папа Грек» или просто «Папа».
- С 1966 по 1969 годы Эдуард Николаевич работал инструктором в клубе туристов московского инженерно-строительного института В. В. Куйбышева, в котором ранее учился В. С. Высоцкий. В этом клубе он праздновал вместе с Владимиром Высоцким и Мариной Влади премьеру фильма «Вертикаль», в который Эдуард Николаевич приглашался в качестве консультанта.
- По жизни Эдуарда Николаевича сопровождало счастливое число «5» — это дата его рождения, его супруги и его внучки, номер жетона спасателя, и номера домов, в которых он жил и др.
- 05.05.2016 по ходатайству Федерации альпинизма России, с разрешения и при поддержке администрации Домбая[5] на «Кладбище альпинистов» в Алибекском ущелье (Домбай) Э. Н. Грекову был установлен памятный камень, что приурочили к 80-летнему юбилею альплагеря «Алибек».
- Эдуард Николаевич захоронен в Москве на Красногорском Кладбище[6][7][8].